# Династія Пізня Чжоу
Дина́стія Пізня Чжоу (спрощ.: 后周; кит. трад.: 後周; піньїнь: Hòu Zhōu) — династія, що правила більшою частиною північного Китаю після повалення у 951 році династії Пізня Хань. Ця династія керувалася імператорами з китайського роду Го. Правління цієї династії тривало 9 років. Була повалена Чжао Куан'їнєм у 960 році.

## Історія
Засновником династії став впливовий сановник та військовик Го Вей, який у 951 році скористався малолітством імператора династії Пізня Хань Лю Ченью, щоб отримати повну владу. Го Веєм була заснована нова династія, яка отримала назву Пізня Чжоу. він та його наступник Го Жун зуміли внутрішньою зміцнити державу, провівши низку аграрних реформ, зменшивши корупцію. Все дало змогу їм вести військові походи, маючи підтримку всередині країни. Пізня Чжоу вела в цілому успішні війні проти своїх сусідів, зокрема Південної Тан. У 960 році командувач чжоуської армії під приводом наступу киданів вирушив на прикордоння. Тут його оголосили імператором, після чого той рушив на столицю Кайфен, повалив імператора Гун-ді, заснувавши нову династію Сун.

## Імператори
| № | портрет | рід         | ім'я                  | Роки життя | Роки правління | Девіз                                                      | Примітки                                           | Храмове ім'я   | Посмертне ім'я     |
| - | ------- | ----------- | --------------------- | ---------- | -------------- | ---------------------------------------------------------- | -------------------------------------------------- | -------------- | ------------------ |
| 1 |         | Гуо 郭 Guō  | Вей 威 Wēi            | 904—954    | 951—954        | Гуаншунь (951–954) 廣順 Guǎngshùn Сяньде (954) 顯德 Xiǎndé | Повалив імперію Пізня Хань; Засновник Пізньої Чжоу | 太祖 Tàizŭ     | —                  |
| 2 |         | Чай 柴 Chái | Жун                   | 921—959    | 954—959        | Сяньде 顯德 Xiǎndé                                         | Вихованець Вея                                     | Shìzōng (世宗) | —                  |
| 3 |         | Чай 柴 Chái | Цзунсюнь 宗訓 Zōngxùn | 953—973    | 959—960        | Сяньде 顯德 Xiǎndé                                         | Син Жуна                                           | —              | Гун-ді 恭帝 Gōngdì |